# Chiesa di Notre-Dame du Taur
La chiesa di Notre-Dame du Taur (in francese: Église Notre-Dame du Taur) è un luogo di culto cattolico di Tolosa, nel dipartimento dell'Alta Garonna. La chiesa è legata al culto di san Saturnino, essendo costruita sul luogo in cui il corpo del martire, legato ad un toro in corsa, si staccò dall'animale. Dal 1840 è registrata come Monumento storico di Francia.

## Galleria d'immagini

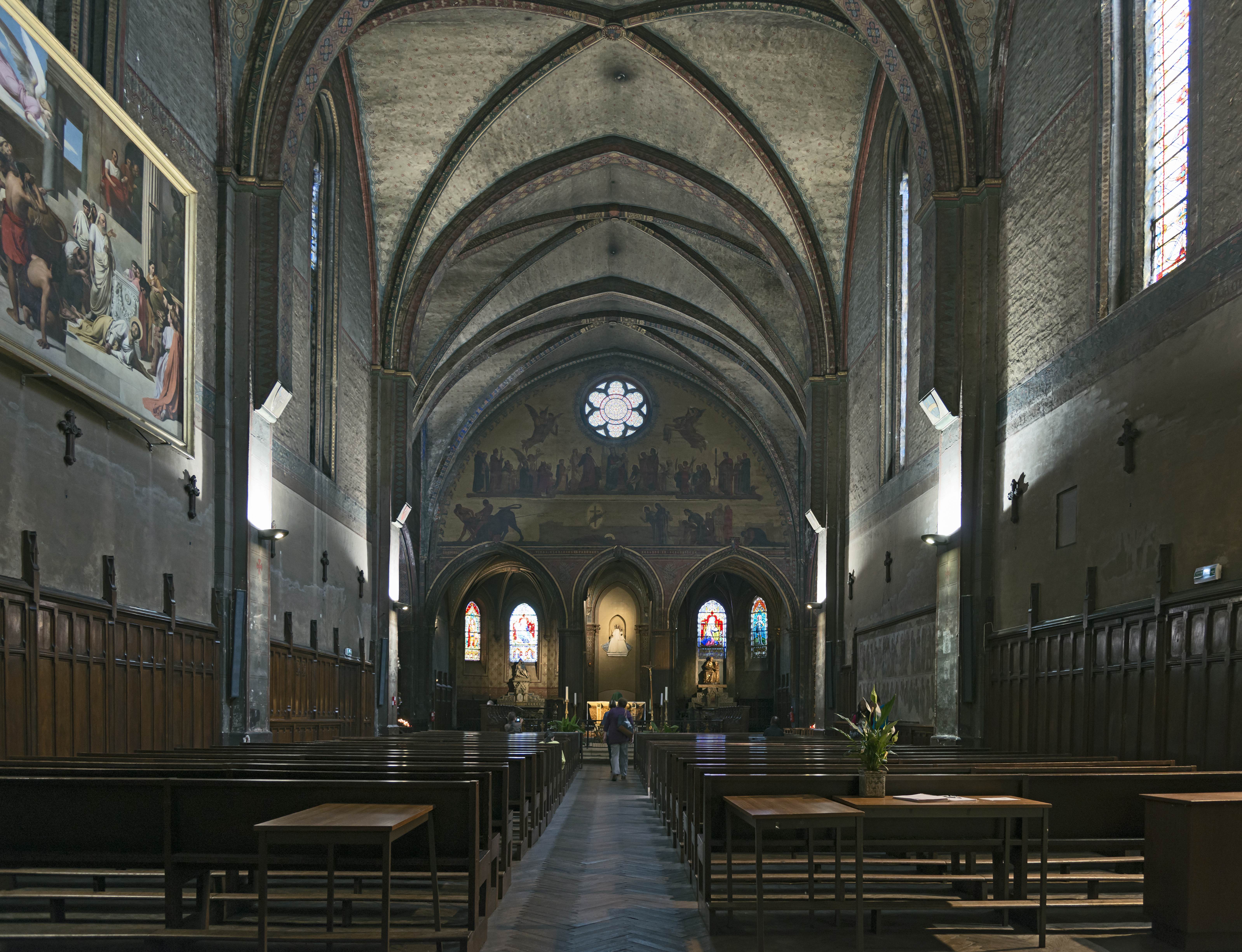
Interno
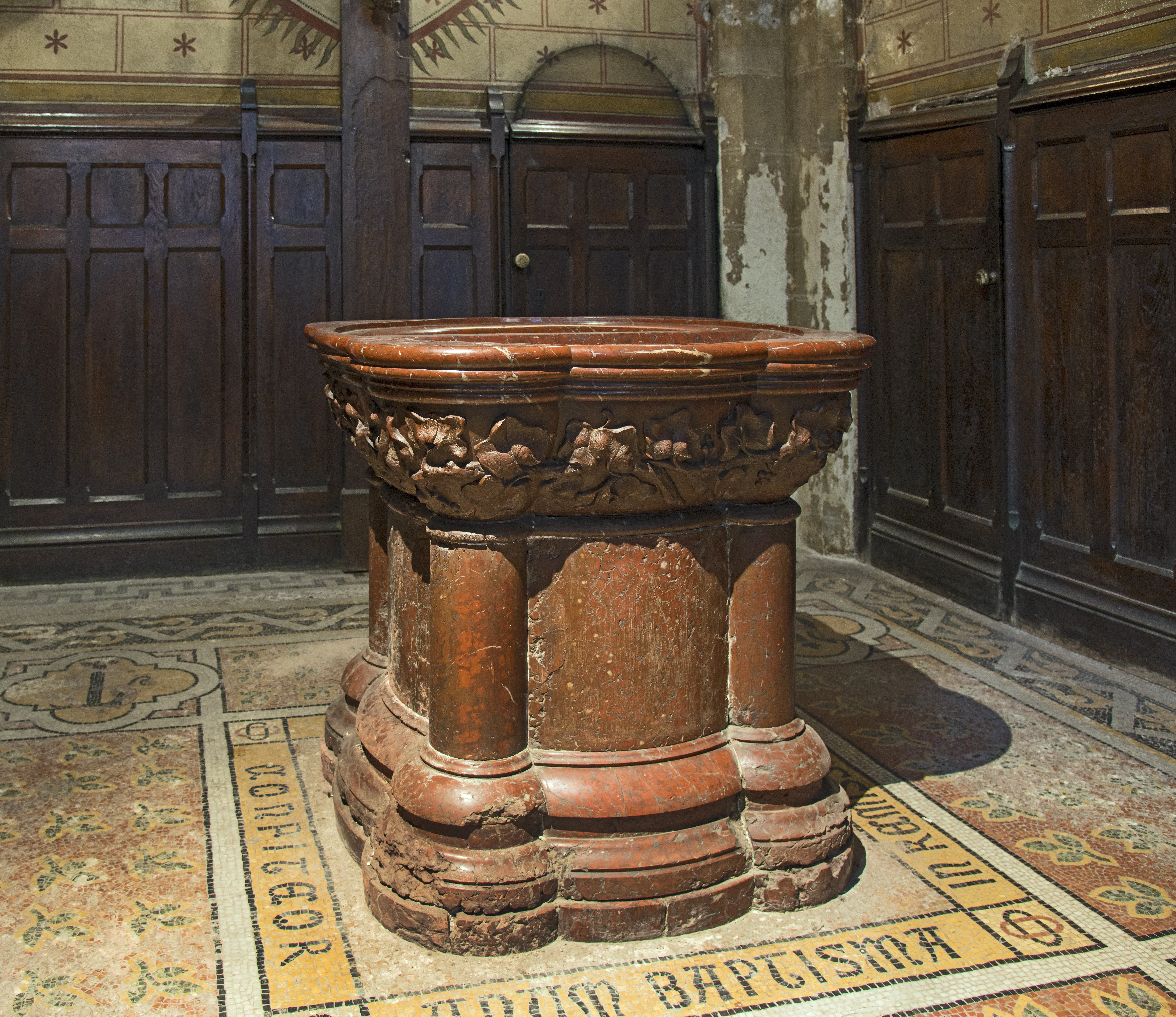
Il fonte battesimale.
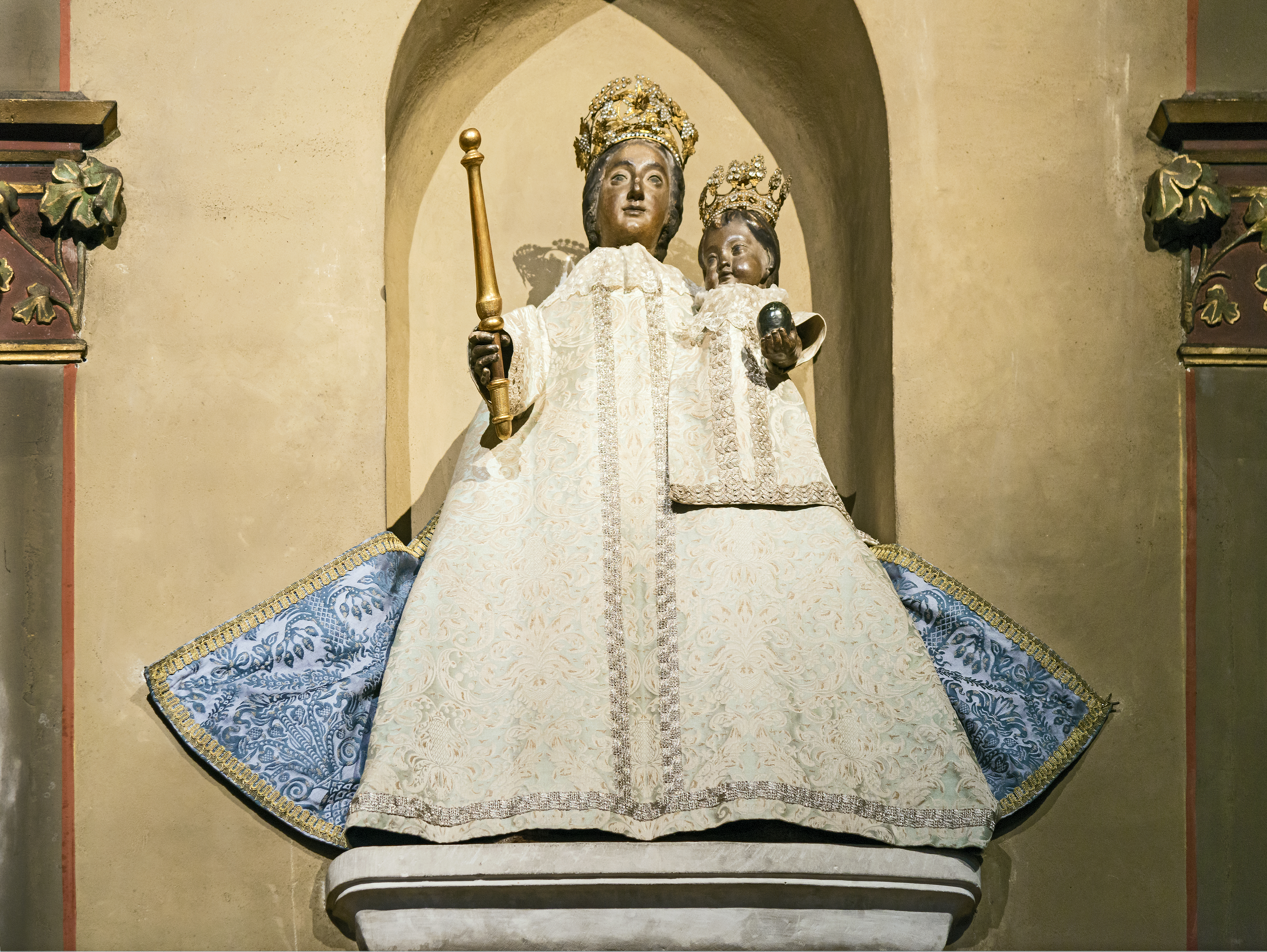
"Notre-Dame du Rempart"
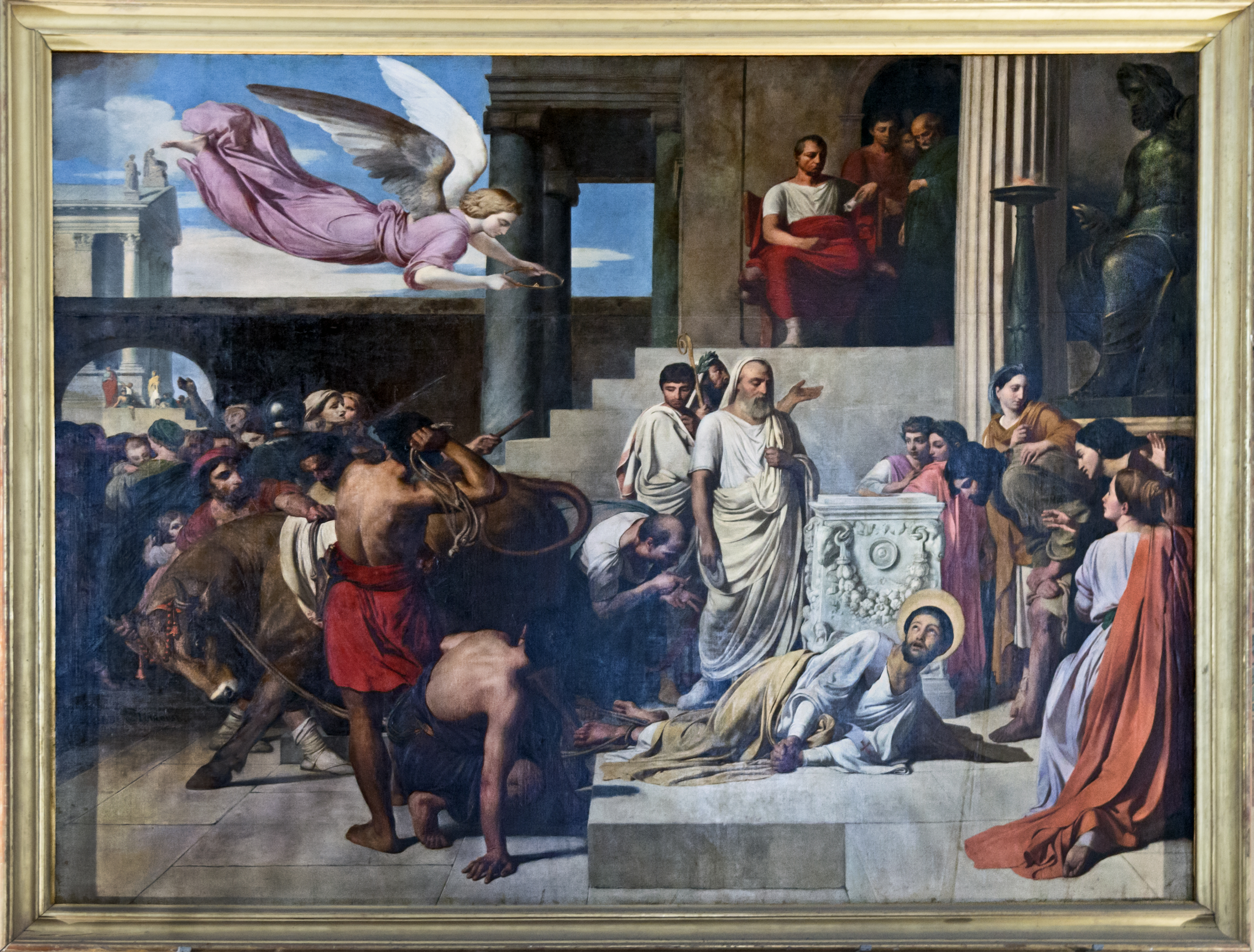
"Il martirio di San Saturnino"  di Jean-Louis Bézard
La genealogia di Giacobbe 'affresco del XIV secolo'